# Larbaâ, Batna
Larbaâ (în arabă لارباع) este o comună din provincia Batna, Algeria.
Populația comunei este de 0 locuitori (2008).